# Shin’ichi Kawano
Shin’ichi Kawano (jap. 河野 真一, Kawano Shin’ichi; * 5. November 1969 in der Präfektur Miyazaki) ist ein ehemaliger japanischer Fußballspieler.

## Karriere
Kawano erlernte das Fußballspielen in der Schulmannschaft der Miyazaki Chuo High School und der Universitätsmannschaft der Osaka University of Commerce. Seinen ersten Vertrag unterschrieb er 1992 bei den Urawa Reds. Der Verein spielte in der höchsten Liga des Landes, der J1 League. 1992 wurde er zu Argentino de Rosario nach Argentinien ausgeliehen. 1993 kehrte er zu den Urawa Reds zurück. Für den Verein absolvierte er sieben Erstligaspiele. 1996 wechselte er zum Zweitligisten Vissel Kōbe. 1997 wurde er mit dem Verein Vizemeister der Japan Football League und stieg in die J1 League auf. Ende 1997 beendete er seine Karriere als Fußballspieler.